# Панайотов, Георгий
Георгий Великов Панайотов (болг. Георги Великов Панайотов; род. 1968, Поморие, Народная Республика Болгария) — болгарский политический и государственный деятель, дипломат, Министр обороны Болгарии (12 мая — 13 декабря 2021).

## Биография
В 1994 году окончил Московский государственный институт международных отношений. Работал в 1995—2000 годах — секретарём по политическим вопросам посольства Болгарии в Албании. В 2000—2002 годах — заместитель начальника управления многостороннего сотрудничества Департамента Юго-Восточной Европы МИД Болгарии, затем 2002—2007 гг. — заместитель главы посольства в Афганистане. В 2007—2010 годах — начальник управления «НАТО» МИДа, в 2010—2014 годах был заместителем посла Болгарии в США. С 2014 по 2016 год — начальник управления «НАТО» МИДа. В 2016—2021 годах — постоянный представитель Болгарии при ООН.
С 2022 года — Чрезвычайный и Полномочный Посол Республики Болгария в Вашингтоне, США.
Свободно владеет болгарским, английским, русским, немецким и албанским языками.